# American Society of Heating, Refrigerating and Air-Conditioning Engineers
L'American Society of Heating, Refrigerating and Air-Conditioning Engineers (plus connue sous le sigle ASHRAE) est une organisation internationale technique dans le domaine des génies thermiques et climatiques (chauffage, ventilation, air climatisé, production de froid). Fondée en 1894, elle tient deux réunions chaque année.
Elle est notamment connue pour ses publications faisant référence. Exemples de quelques standards de l’ASHRAE :
- Standard 34 – Designation and Safety Classification of Refrigerants ;
- Standard 55 – Thermal Environmental Conditions for Human Occupancy ;
- Standard 62.1 – Ventilation for Acceptable Indoor Air Quality (versions: 2001 and earlier as "62", 2004 and beyond as "62.1") ;
- Standard 62.2 - Ventilation and Acceptable Indoor Air Quality in Low-Rise Residential Buildings ;
- Standard 90.1 - Energy Standard for Buildings Except Low-Rise Residential Buildings - The IESNA is a joint sponsor of this standard ;
- Standard 135 – BACnet - A Data Communication Protocol for Building Automation and Control Networks.